# Satyrium saepium
Espèce
Satyrium saepium est une espèce de lépidoptères de la famille des Lycaenidae et de la sous-famille des Theclinae. Elle est présente dans l'Ouest de l'Amérique du Nord sur une aire s'étendant de la Basse-Californie à la Colombie-Britannique, et à l'est jusqu'au Colorado.